# Макарий Соколович
Макарий Соколович (серб. Макарије Соколовић) — первый сербский патриарх вновь восстановленного Печского патриархата с 1557 года до 1571 года. Приходился родственником великому визирю Османской империи Мехмед-паше Соколлу (по разным источникам — или брат, или племянник, или двоюродный брат), который принял деятельное участие в восстановлении в Сербии патриаршества.
Макарий вместе с Мехмед-пашой (тогда ещё Бойко Соколовичем) обучался в монастырской школе в Милешеве. Когда его родственника забрали в янычары, оставался в монастыре и продолжил обучение, по завершении которого отправился на Афон, где через какое-то время стал игуменом, а затем архимандритом Хиландарского монастыря. По возвращении в Сербию был рукоположён в епископы. С 1557 года — глава Печского патриархата.
Правление Макария — это период ренессанса сербской культуры и искусства. В это время было восстановлено большое количество сербских монастырей, в том числе
Грачаница, Студеница, монастырь Печского патриархата, Милешева, Будисавци в Косово.
Из-за болезни в 1571 году Макарий ушёл на покой, оставив в качестве преемника своего племянника Антония Соколовича. Скончался в 1574 году.
Канонизирован Сербской православной церковью, которая празднует его память 30 августа по юлианскому календарю (12 сентября про григорианскому).